# Lapptjärnen (Hortlax socken, Norrbotten)
Lapptjärnen är en sjö i Piteå kommun i Norrbotten och ingår i Jävreåns huvudavrinningsområde.